# Przekształtnik nawrotny
Przekształtnik nawrotny lub rewersyjny (ang. reversible converter) – przekształtnik podwójny umożliwiający praktycznie bezprzerwową zmianę kierunku przewodzenia energii elektrycznej i prądu odbiornika prądu stałego. Składa się z dwóch układów zaworowych wielopulsowych, połączonych odwrotnie równolegle i sterowanych symetrycznie lub niesymetrycznie, lub na przemian.